# Oberrainz
Oberrainz je naselje v Občini Šentjurij v Labotski dolini v Okraju Volšperk na Koroškem v Avstriji.